# Stride.VC
Stride.VC là một công ty đầu tư mạo hiểm, có trụ sở chính tại London, được thành lập bởi Fred Destin và Harry Stebbings vào tháng 9 năm 2017. Công ty này tập trung vào các khoản đầu tư ở giai đoạn hạt giống ở Anh và Pháp.

## Lịch sử
Vào tháng 1 năm 2016, Fred Destin, đã gặp Harry Stebbings khi anh xuất hiện với tư cách khách mời trong một tập của podcast theo chủ đề đầu tư mạo hiểm của Stebbings: The Twenty Minute VC. Vào thời điểm này, Stebbings cũng đang là Doanh nhân lưu trú tại công ty đầu tư mạo hiểm Atomico.
Vào tháng 10 năm 2018, Stride.VC thông báo rằng họ đã huy động được quỹ hạt giống trị giá 50 triệu bảng Anh.
Vào tháng 1 năm 2019, Pia d'Iribarne gia nhập công ty với tư cách là Đối tác thứ ba của Stride.VC.
Các khoản đầu tư của Stride.VC cho đến nay bao gồm Collective Benefits, Impala,, Forward Health, Jow, và WeGift.